# Antal István (zongoraművész)
Antal István (Budapest, 1909. január 27. – Budapest, 1978. szeptember 25.) zongoraművész, zenepedagógus.

## Élete

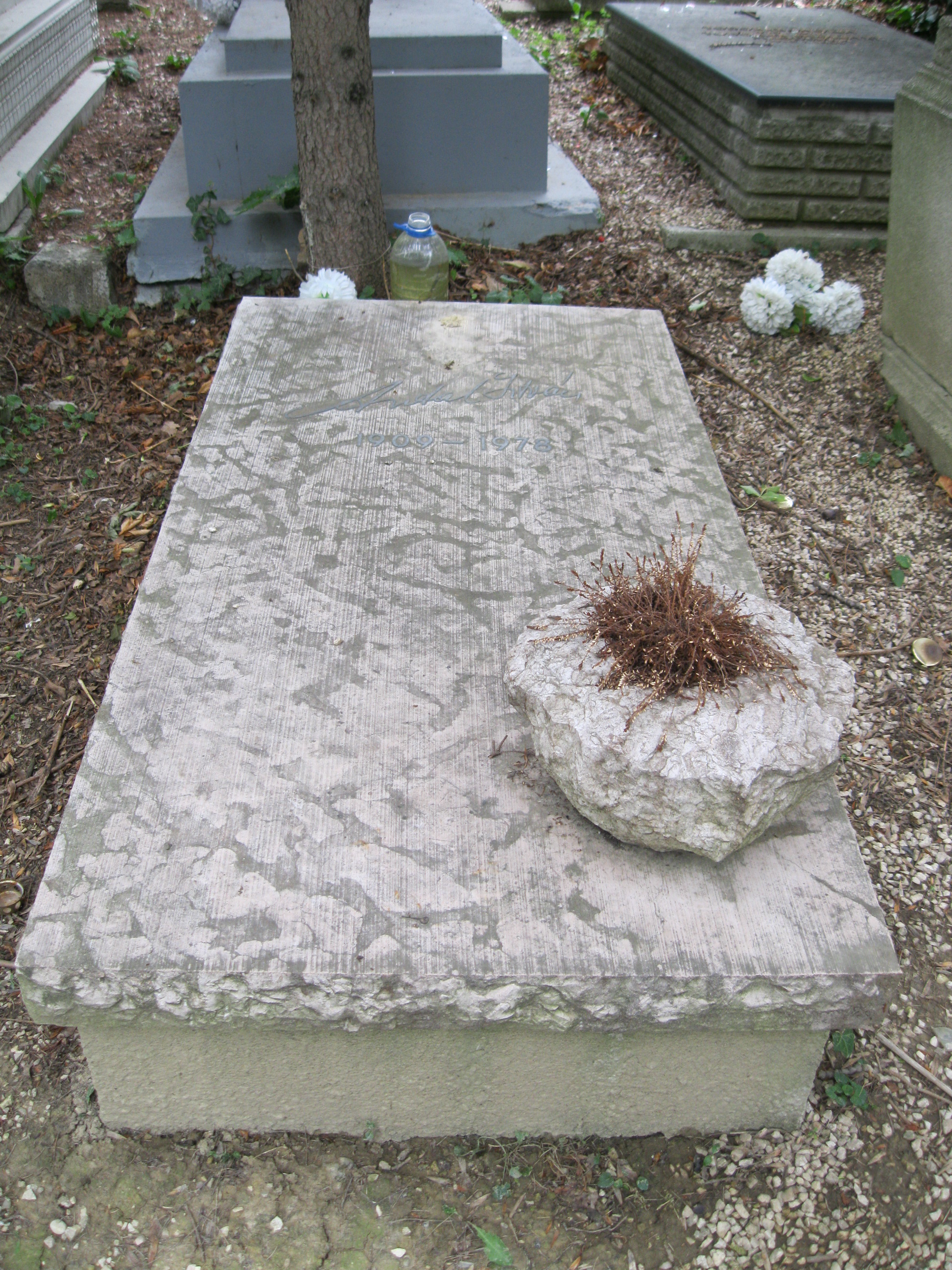
Sírja a Farkasréti temetőben

Antal Márk matematikus és Winternitz Szeréna fia és Antal János költő öccse.
Először 1922 júliusában, Kolozsvárott szerepelt a nyilvánosság előtt. 1925-ben került a bécsi Zeneakadémiára, majd diplomája megszerzését követően Berlinbe ment, ahol Leonid Kreutzer tanítványaként elvégezte a művészképzőt. 1936 márciusában volt budapesti bemutatkozó koncertje a Vigadóban, a következő évben települt a magyar fővárosba. Strasser Istvántól és Weiner Leótól tanult formaelemzést és zeneszerzést.
1945-től a Nemzeti Zenede, 1948-tól a Liszt Ferenc Zeneművészeti Főiskola tanára volt. A felszabadulás után rögtön bekapcsolódott a hazai és a nemzetközi koncertéletbe. 1948-ban Svédországban járt ösztöndíjjal. Előadóművészi és oktatói tevékenységét haláláig folytatta. Utolsó hangversenye 1978. június 12-én volt.
Repertoárján Bach, Beethoven, Schubert, Liszt Ferenc, Bartók Béla és kortárs magyar zongoraművek szerepeltek. Ő mutatta be Molnár Antal Szvitjét, Kurtág György Nyolc zongoradarabját, Szervánszky Endre Szonatináját, Kadosa Pál III. zongoraversenyét, Sugár Rezső Hegedű–zongora szonátáját, Horusitzky Zoltán zongoraversenyét.
Zsüritagja volt több nemzetközi zenei versenynek. Alapító tagja volt a budapesti Liszt Társaságnak továbbá tagja a bécsi és varsói Chopin Társaságnak. Művészi játékát számos hanglemez őrzi.
Felesége, Szokolay (Antal) Dóra a Magyar Hanglemezgyártó Vállalat zenei rendezője volt. Fiuk Antal Mátyás karmester, fuvolaművész.

## Díjak és elismerések
- Polonia Restituta lovagkeresztje (1946)
- Liszt Ferenc-díj (1954)
- Érdemes művész (1955)